# I Can't Dance to That Music You're Playing
"I Can't Dance to That Music You're Playing" is een single van de Amerikaanse soulgroep Martha Reeves & The Vandellas. In tegenstelling tot een reeks voorgaande singles van de groep, werd dit nummer alleen op single, en dus niet op album, uitgebracht. Nadat "Honey Chile" de laatste single van Martha Reeves & The Vandellas was die de top 40 op de poplijst zou bereiken in de Verenigde Staten, bleek "I Can't Dance To That Music You're Playing" sindsdien de meest succesvolle single van de groep te zijn. Het miste namelijk op een haar na de top 40, met een #42 notering als hoogste positie. Op de R&B-lijst in datzelfde land deed het nummer het met een #24 notering het beter, maar in buurland Canada was het "I Can't Dance To That Music You're Playing" het meest succesvol. Daar werd het namelijk een #22 hit.
"I Can't Dance To That Music You're Playing" was de tweede single op rij van Martha Reeves & The Vandellas die niet geschreven werd door Richard Morris in samenwerking met Sylvia Moy. Het nummer in kwestie werd namelijk zowel geschreven als geproduceerd door Deke Richards. Later zou hij nog nummers gaan schrijven voor onder anderen Diana Ross, The Jackson 5 en The Supremes. Bij het schrijven van dit nummer kreeg hij hulp van Debbie Dean, die in de beginperiode van Motown, de platenmaatschappij waar Martha Reeves & The Vandellas deel van uitmaakten, zelf onder contract heeft gestaan als artieste. Wel heeft het nummer, net zoals "Love Bug Leave My Heart Alone", een intro op piano. De tekst van het nummer gaat erover dat het vriendje van de vertelster, in dit geval leadzangeres Martha Reeves, steeds bij haar vertrekt, zonder haar een idee te geven wat hij nou precies aan het doen is.
"I Can't Dance To That Music You're Playing" is het enige nummer van Martha Reeves & The Vandellas waarop niet alleen Martha Reeves lead zingt. In de refreinen is het namelijk Syreeta Wright, die toentertijd een relatie had met een andere Motownster, namelijk Stevie Wonder. Later zou zij vooral bekend worden van haar duetten met Billy Preston. Ze maakte echter nooit deel uit van Martha Reeves & The Vandellas. De reden die Martha Reeves opgaf voor het zingen van Wright in de refreinen was dat zij en The Vandellas een druk tourschema hadden om het zelf te kunnen doen. Opmerkelijk genoeg is zowel Reeves als Wright te horen in het laatste refreinen. Ook The Vandellas zongen niet alleen de achtergrondzang. Daarin werden zij geholpen door The Andantes, een achtergrondzanggroep van Motown.
In de jaren tachtig werd "I Can't Dance To That Music You're Playing" gecoverd door The Beatmasters samen met Betty Boo. De B-kant van de single, "I Tried", overkwam dit niet. Het nummer werd net als de A-kant ook op geen enkel studioalbum van Martha Reeves & The Vandellas uitgebracht.

## Bezetting
- Lead: Martha Reeves, Syreeta Wright
- Achtergrond: Rosalind Ashford, Lois Reeves en The Andantes
- Instrumentatie: The Funk Brothers
- Schrijvers: Deke Richards & Debbie Dean
- Producer: Deke Richards